# Мир (телерадіокомпанія)
«Мир» — російська організація та акціонерне товариство, що здійснює мовлення телепрограм «Мир», «Мир Premium», «Мир24» та радіопрограми «Радіо Мир».
Створена в 1992 році Угодою глав держав-учасників Співдружності Незалежних Держав з метою висвітлення політичного, економічного та гуманітарного співробітництва, формування спільного інформаційного простору і сприяння міжнародному обміну інформацією. Телерадіокомпанія являє собою міжнародну організацію зі штаб-квартирою в Москві і національними філіями і представництвами в 9 країнах.
До складу МТРК «Мир» входять телеканали «Мир», «Мир24», «МирPremium», радіостанція «Мир» та інформаційно-аналітичний портал MIR24.TV. Мовлення здійснюється в чотирьох часових поясах на території 23 держав[джерело?].

## Керівництво
- Радік Батиршин (з 2007) — голова МТРК «Мир»
- Дмитро Пєсков (з лютого 2008) — голова Ради директорів МТРК «Мир»[2]

## Діяльність телекомпанії

### Телеканал «Мир»
Телеканал «Мир» знайомить глядачів з сучасним життям та історією країн колишнього Радянського Союзу, формує культурні, соціальні та економічні зв'язки. Основу контенту телеканалу становлять інформаційно-аналітичні, пізнавальні, розважальні та публіцистичні програми, в тому числі і для дітей. Значна частина ефіру відведена художнім фільмам й серіалам.
Телеканал «Мир» входить у другий мультиплекс цифрового телебачення Росії, а також транслюється в складі національних мультиплексів цифрового телебачення в Білорусі[джерело?]. Крім того, мовлення телеканалу «Мир» ведеться на території Азербайджану, Вірменії, Грузії, Киргизстану, Таджикистану, Латвії, Литви та Естонії[джерело?]. Програми телеканалу «Мир» можна також дивитися на інтернет-порталах mir24.tv та mirtv.ru.
У жовтні 2014 року телеканал «Мир» був виключений з національного мультиплексу Узбекистану.
6 листопада 2014 року канал припинив мовлення в Туркменістані.
17 березня 2015 року відбувся перехід телеканалу на формат мовлення 16:9.
9 вересня 2018 року запущена трансляція телеканалу Мир(+0) у форматі високої чіткості HD.
У квітні 2019 року в ЗМІ Казахстану був опублікований новий попередній перелік телеканалів, обов'язкових до трансляції на території республіки. Згідно з цим документом, телеканал «Мир» виключений з цього списку, що викликало подив і здивування у керівництва телеканалу.
З другого кварталу 2022 року влада Молдови перестала перераховувати гроші телеканалу. А у квітні 2023-го Молдова денонсувала угоду з МДТРК «Мир».
Директор телеканалу «Мир» — заступник Голови МТРК «Мир» Катерина Абрамова.

### Телеканал «Мир Premium»
«Мир Premium» — це розважально-пізнавальний телеканал високої чіткості. Канал пропонує своїм глядачам велику кількість художніх фільмів і серіалів. В ефірі «Мир Premium» є лінійки західного і російського кіно. Широко представлені програми про подорожі, красу і здоров'я, ток-шоу, інформаційні та публіцистичні передачі, а також проекти для дітей. Офіційне мовлення телеканалу почалося 1 січня 2015 року (з 1 червня 2014 року велося тестове мовлення). Сітка мовлення телеканалу не дублює сітку мовлення основною версією телеканалу «Мир» (+0).
7 серпня 2018 року відбувся ребрендинг телеканалу «Мир HD»
в «Мир Premium».
У 2020 році канал буде переформатований у «Мир Талантів».
Директор телеканалу «Мир Premium» — заступник Голови МТРК «Мир» Катерина Абрамова.

### Телеканал «Мир 24»
Телеканал «Мир 24» — інформаційний, культурологічний та країнознавчий телеканал, який почав мовлення 1 січня 2013 року в 6:00 МСК, розповідає про новини в країнах СНД і в світі. Кожні півгодини в прямому ефірі виходять 15-хвилинні випуски оперативної інформації, кожні 4 години по буднях — 25-хвилинні блоки новин з репортажами, прямими включеннями і коментарями. Цілодобово — інформаційні стрічки у вигляді рядка, що біжить з «гарячими» новинами і темами дня.
В ефірі телеканалу представлені публіцистичні та аналітичні програми власного виробництва, а також документальні фільми. В прямому ефірі — трансляції зустрічей на вищому рівні, прес-конференцій та виступів перших осіб держави, а також національні та релігійні свята і великі спортивні події.
Доступна версія телеканалу у форматі високої чіткості (HD).
Директор телеканалу «Мир 24» — заступник Голови МТРК «Мир» знову Катерина Абрамова.

### Радіостанція «Мир»
Радіостанція «Мир» мовить у музично-інформаційному форматі. Кожні півгодини в ефірі — ексклюзивні новини від власних кореспондентів в країнах СНД та російських містах мовлення. Основа музичної політики — пісні 1990-2000-х років російською мовою. Представлені також освітні, літературно-мистецькі програми, ток-шоу, радіомости з країнами СНД. В інтернеті радіо «Мир» доступне на сайтах radiomir.fm [Архівовано 14 квітня 2022 у Wayback Machine.], MIR24.TV, mirtv.ru.
Директор радіомовлення — Олена Коритич.

### Інформаційно-аналітичний портал MIR24.TV
Інформаційно-аналітичний інтернет-портал MIR24.TV почав свою роботу в січні 2011 року. Новини з країн СНД та світу залучають понад 220 тисяч осіб щодня, а загальна кількість переглядів перевищує 9 млн. На сторінках порталу не тільки свіжі та актуальні новини, але й оперативні коментарі експертів, а також інтерактивні тести, фото та ексклюзивні матеріали про науці, історії, культури і подорожах.
Портал MIR24.TV входить в ТОП-40 інформаційних сайтів Рунета. Його відвідувачі можуть "з перших рук дізнатися про життя країн СНД і світу — їм доступні ексклюзивні відео, аналітичні, пізнавальні та культурологічні передачі і статті, новини і блоги, а також прямі трансляції значущих подій.
МТРК «Мир» має власні акаунти у всіх найбільших соціальних мережах і на відеохостингу YouTube. У 2019 році охоплення однієї публікації досягали 3,65 млн, а загальне охоплення МТРК «Мир» у соціальних мережах перевищило 38,5 млн чоловік на місяць (вересень 2019). Кількість переглядів на відеохостингу YouTube сягає 14 млн в місяць.
Директор дирекції трансмедійних проектів — Олексій Тихонов.

## Історія

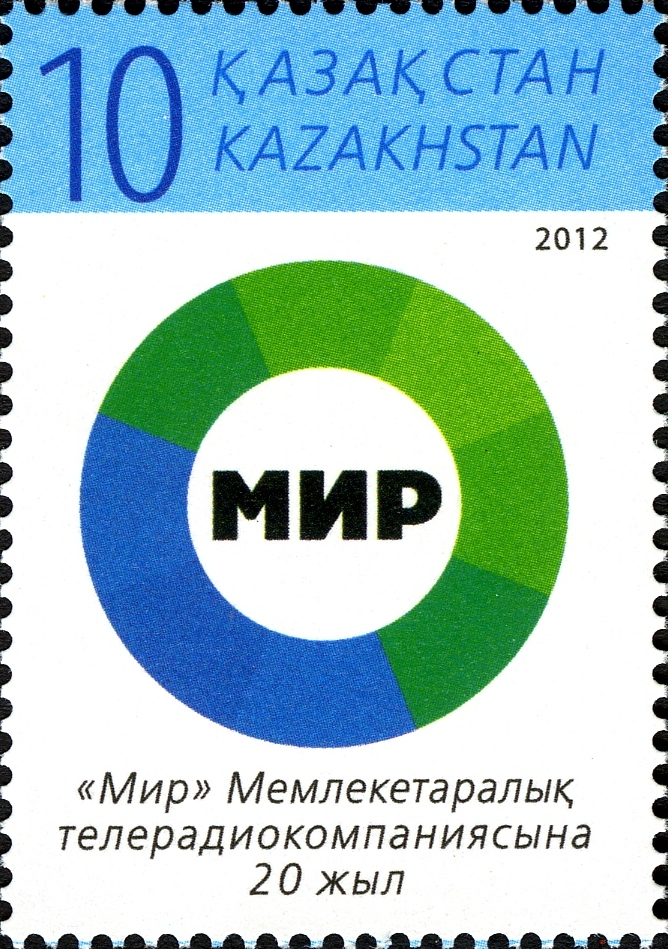
Поштова марка Казахстану, присвячена 20-річчю телерадіокомпанії «Мир»

Рішення про створення міжнародної мовної компанії було підписано 20 березня 1992 р. у Києві главами Росії, Білорусі, України, Казахстану, Киргизстану, Таджикистану, Вірменії і Молдови.
- 9 жовтня 1992 року вважається точкою відліку історії компанії. В цей день в Бішкеку було підписано угоду про заснування Міждержавної телерадіокомпанії «Мир». Співзасновниками телерадіокомпанії виступили десять колишніх країн СРСР, а саме — Росія, Білорусія, Казахстан, Киргизія, Таджикистан, Узбекистан, Азербайджан, Вірменія, Грузія і Молдова (з колишніх союзних республік були відсутні Латвія, Литва, Естонія, Туркменістан та Україна).
- 24 грудня 1993 року в Ашхабаді було підписано Угоду про міжнародно-правові гарантії безперешкодного і незалежного здійснення діяльності Міждержавної телерадіокомпанії «Мир».
- З 1 вересня 2003 року почалося власне телевізійне мовлення МТРК «Мир» (до цього воно велося у вигляді блоків передач на 1-му каналі Останкіно і ОРТ)[9].
- З 29 вересня 2003 року МТРК «Мир» переходить на 10-годинне мовлення.
- У травні 1997 року почалося мовлення радіостанції «Мир» в Республіці Білорусь.
- У серпні 2005 року почалося радіомовлення у столиці Киргизької Республіки Бішкеку.
- З 1 вересня 2008 року розпочалося цілодобове телевізійне мовлення телеканалу «Мир»[10].
- З серпня 2010 року початок мовлення радіостанції «Мир» в Росії.
- У січні 2011 року розпочав роботу інформаційно-аналітичний портал MIR24.TV
- У грудні 2012 року телеканал «Мир» увійшов в пакет цифрових каналів, обов'язкових для поширення на території Російської Федерації (18-я кнопка). Крім того, він транслюється у складі національних мультиплексів цифрового ефірного мовлення в Білорусі, Казахстані і Киргизстані і Узбекистані (виключений з нього у жовтні 2014 року)[11].
- З 1 січня 2013 року почалося мовлення нового цілодобового інформаційно-аналітичного телеканалу «Мир 24».
- З 1 вересня 2014 року телеканал «Мир» мовить у п'яти поясних версіях: «+0» (Москва), «+2» (Урал), «+3» (Астана), «+4» (Сибір) і «+7» (Далекий Схід)14[джерело?].
- З 1 січня 2015 року почалося офіційне мовлення розважально-пізнавального телеканалу високої чіткості «Мир HD» згодом перейменованого в «Мир Premium»[7].

Програми МТРК «Мир» у різний час ставали переможцями і призерами національних і міжнародний премій, серед яких «ТЕФІ», «Премія Попова», «Патріоти Росії», «Медіа-Менеджер Росії» та інші.

## Логотипи
Телерадіокомпанія змінила 3 логотипу. Логотип змінювався або модернізувався в 2006, 2008 та 2012 роках.

## Географія мовлення

### Мовлення каналу «Мир»
Мовлення телеканалу «Мир» ведеться на території всіх країн пострадянського простору (виняток — Туркменія14[джерело?]). У липні 2013 року МТРК «Мир» розпочала ефірне мовлення у Росії у складі другого мультиплексу цифрового телебачення.
Технічне охоплення телеканалу «Мир»[джерело?]:
- ефірним аналоговим мовленням — 10 млн чол.,
- цифровим ефірним мовленням — 99 млн чол.,
- мобільним, кабельним і ip-мовленням — 81 млн осіб,
- супутниковим мовленням — 41 млн чол.

Загальне технічне охоплення — понад 115 млн осіб.

### Мовлення каналу «Мир 24»
Телеканал «Мир 24» доступний глядачам у 22 країнах.
Технічне охоплення телеканалу «Мир 24»:
- кабельним, IPTV і мобільним мовленням — 27,5 млн чол.
- ефірним мовленням — 2 млн чол.
- цифрове ефірне мовлення — 2 млн чол.
- супутниковим мовленням — 27 млн чол.

В Росії та Вірменії також ведеться мобільне мовлення.
Загальне технічне охоплення телеканалу «Мир2 4» — понад 52 млн чол.
В лютому 2015 року за рішенням Національної ради з телебачення і радіомовлення припинено мовлення телеканалу на території України.

### Мовлення каналу «Мир Premium»
Телеканал «Мир Premium» доступний глядачам у Азербайджані, Білорусі, Грузії, Казахстані, Киргизії, Латвії, Молдові, Росії, Таджикистані.

### Радіо «Мир»
Трансляція Радіо «Мир» здійснюється на території Киргизстану, Росії, Латвії, а радіо «Мир-Білорусь» на території Білорусі.

### Мир-Телепорт
«Мир-Телепорт» — багатофункціональна супутникова система, що об'єднує мережу наземних станцій у 12 містах країн Співдружності та Грузії. МТРК «Мир» орендує космічний сегмент на супутнику ABS-2 (75 гр. ст.д.), володіє кількома мобільними супутниковими станціями Fly Away і Drive Away. Це дозволяє швидко і якісно обслуговувати потреби телерадіокомпанії в зборі і перегоні відеоматеріалів, організації телемостів, а також надавати послуги іншим телекомпаніям.
Керівник «Мир-Телепорт» — заступник Голови МТРК «Мир» з технічного розвитку Олексій Іконніков.

## Передачі та серіали

### Поточні передачі
Власного виробництва
- Новини (раніше — «Новини Співдружності»)
- Разом — недільний додаток до новин
- Білорусь сьогодні
- Союзники (з 14 березня 2009)
- Знаємо російську[1]